# Бривзак
Бривза́к (фр. Brivezac, окс. Brivasac) — коммуна во Франции, находится в регионе Лимузен. Департамент — Коррез. Входит в состав кантона Больё-сюр-Дордонь. Округ коммуны — Брив-ла-Гайярд.
Код INSEE коммуны — 19032.
Коммуна расположена приблизительно в 430 км к югу от Парижа, в 105 км юго-восточнее Лиможа, в 28 км к югу от Тюля.

## Население
Население коммуны на 2008 год составляло 188 человек.
| 1962 | 1968 | 1975 | 1982 | 1990 | 1999 | 2008 |
| ---- | ---- | ---- | ---- | ---- | ---- | ---- |
| 246  | 303  | 275  | 224  | 208  | 199  | 188  |

## Экономика

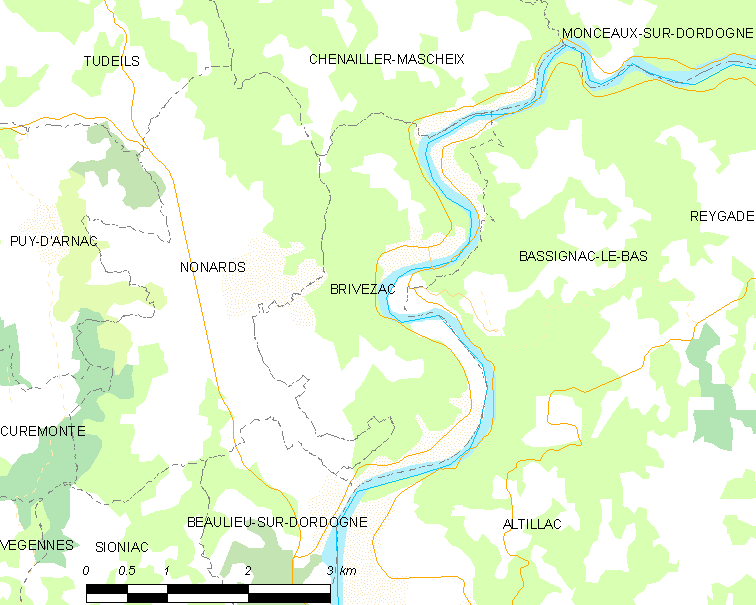
Карта коммуны

В 2007 году среди 99 человек в трудоспособном возрасте (15-64 лет) 62 были экономически активными, 37 — неактивными (показатель активности — 62,6 %, в 1999 году было 64,0 %). Из 62 активных работали 56 человек (29 мужчин и 27 женщин), безработных было 6 (3 мужчин и 3 женщины). Среди 37 неактивных 9 человек были учениками или студентами, 20 — пенсионерами, 8 были неактивными по другим причинам.

## Достопримечательности
- Церковь Сен-Пьер[фр.] (XI век). Памятник истории с 1988 года[3]